# Geovany Redmond
Geovany Redmond – kubański zapaśnik walczący w stylu wolnym. Trzy razy na podium mistrzostw panamerykańskich, złoto w 1988. Triumfator igrzysk Ameryki Środkowej i Karaibów i mistrzostw Ameryki Centralnej w 1990. Trzeci w Pucharze Świata w 1986 i 1990 roku.